# Municipio Ichoca
Das Municipio Ichoca liegt im Departamento La Paz im südamerikanischen Anden-Staat Bolivien.

## Lage im Nahraum
Das Municipio Ichoca ist eines von sechs Municipios der Provinz Inquisivi und liegt im westlichen Teil der Provinz. Es grenzt im Westen an die Provinz Loayza, im Süden an das Departamento Oruro und das Municipio Colquiri, im Osten an das Municipio Inquisivi und im Norden an das Municipio Quime.
Das Municipio hat 78 Ortschaften (localidades), Verwaltungssitz des Municipio und bevölkerungsreichste Ortschaft ist Ichoca mit 1326 Einwohnern (Volkszählung 2012) im zentralen Teil des Municipios.

## Geographie
Das Municipio Ichoca liegt auf einer mittleren Höhe von 4000 m südöstlich der Kordillere Quimsa Cruz, zwischen dem bolivianischen Altiplano im Westen und dem Amazonas-Tiefland im Osten. Die Region weist ein ausgeprägtes Tageszeitenklima auf, bei dem die täglichen Temperaturschwankungen stärker ausfallen als die jahreszeitlichen Schwankungen.
Die mittlere Durchschnittstemperatur der Region liegt bei 9,5 °C, auf Grund der Höhenlage um 1 °C niedriger als die benachbarte Stadt Quime (siehe Klimadiagramm), die Monatsdurchschnittstemperaturen schwanken zwischen 6 °C im Juni/Juli und knapp 12 °C im November/Dezember. Der Jahresniederschlag beträgt knapp 600 mm, von Mai bis August herrscht eine Trockenzeit mit Monatsniederschlägen unter 15 mm, in den Monaten Januar und Februar fallen im langjährigen Mittel zwischen 120 und 130 mm Regen.

## Bevölkerung
Die Einwohnerzahl des Municipios Ichoca ist zwischen 1992 und 2024 um knapp die Hälfte angestiegen:
| Jahr | Einwohner | Quelle       |
| ---- | --------- | ------------ |
| 1992 | 6685      | Volkszählung |
| 2001 | 6839      | Volkszählung |
| 2012 | 7820      | Volkszählung |
| 2024 | 9536      | Volkszählung |

Das Municipio hatte bei der letzten Volkszählung von 2024 eine Bevölkerungsdichte von 10,9 Einwohnern/km². Die Lebenserwartung der Neugeborenen lag im Jahr 2001 bei nur 52,0 Jahren, die Säuglingssterblichkeit ist von 5,4 Prozent (1992) auf 10,6 Prozent im Jahr 2001 gestiegen.
Der Alphabetisierungsgrad bei den über 15-Jährigen beträgt 82,5 Prozent, und zwar 93,1 Prozent bei Männern und 71,2 Prozent bei Frauen. (2001)
82,1 Prozent der Bevölkerung sprechen Spanisch, 92,4 Prozent sprechen Aymara, und 0,3 Prozent Quechua. (2001)
89,8 Prozent der Bevölkerung haben keinen Zugang zu Elektrizität, 82,5 Prozent leben ohne sanitäre Einrichtung.  (2001)
67,2 Prozent der insgesamt 1.924 Haushalte besitzen ein Radio, 5,7 Prozent einen Fernseher, 22,4 Prozent ein Fahrrad, 1,9 Prozent ein Motorrad, 0,9 Prozent ein Auto, 1,2 Prozent einen Kühlschrank und 0,2 Prozent ein Telefon. (2001)

## Politik
Ergebnis der Regionalwahlen (concejales del municipio) vom 4. April 2010:
| Wahl- berechtigte |  | Wahl- beteiligung | gültige Stimmen |  | MAS-IPSP | ASP    | M.P.S. |
| ----------------- |  | ----------------- | --------------- |  | -------- | ------ | ------ |
| 1.977             |  | 1.770             | 1.256           |  | 788      | 369    | 99     |
|                   |  | 89,5 %            | 71,0 %          |  | 62,7 %   | 29,4 % | 7,9 %  |

Ergebnis der Regionalwahlen (elecciones de autoridades políticas) vom 7. März 2021:
| Wahl- berechtigte |  | Wahl- beteiligung | gültige Stimmen |  | MAS-IPSP | J.A.LLALLA.L.P. | MTS    | MPS    | FPV    | PBCSP  | UNIDOS |
| ----------------- |  | ----------------- | --------------- |  | -------- | --------------- | ------ | ------ | ------ | ------ | ------ |
| 2.317             |  | 2.059             | 1.743           |  | 1.053    | 415             | 92     | 46     | 36     | 29     | 17     |
|                   |  | 88,86 %           | 84,65 %         |  | 60,41 %  | 23,81 %         | 5,28 % | 2,64 % | 2,07 % | 1,66 % | 0,98 % |

## Gliederung
Das Municipio untergliederte sich bei der letzten Volkszählung von 2012 in die folgenden sieben Kantone (cantones):
- 02-1005-01 Kanton Ichoca – 25 Ortschaften – 3.529 Einwohner (2001: 2.692 Einwohner)
- 02-1005-02 Kanton Franz Tamayo – 10 Ortschaften – 892 Einwohner (2001: 567 Einwohner)
- 02-1005-03 Kanton General Camacho – 6 Ortschaften – 830 Einwohner (2001: 568 Einwohner)
- 02-1005-04 Kanton Gualberto Villarroel – 13 Ortschaften – 434 Einwohner (2001: 611 Einwohner)
- 02-1005-05 Kanton German Busch – 8 Ortschaften – 898 Einwohner (2001: 1.061 Einwohner)
- 02-1005-06 Kanton Villa San Antonio Sirarani – 6 Ortschaften – 267 Einwohner (2001: 458 Einwohner)
- 02-1005-07 Kanton Luruhuta – 10 Ortschaften – 970 Einwohner (2001: 882 Einwohner)

## Ortschaften im Municipio Ichoca
- Kanton Ichoca
  - Ichoca 1326 Einw. – Totora 113 Einw.

- Kanton Franz Tamayo
  - Franz Tamayo 608 Einw.

- Kanton General Camacho
  - General Camacho 366 Einw.

- Kanton Gualberto Villarroel
  - Yahuaroco 127 Einw.

- Kanton German Busch
  - Pacollo 348 Einw.

- Kanton Villa San Antonio Sirarani
  - Villa San Antonio Sirarani 171 Einw.

- Kanton Luruhuta
  - Luruhuta 466 Einw.